# Paspalum arenarium
Paspalum arenarium är en gräsart som beskrevs av Heinrich Adolph Schrader. Paspalum arenarium ingår i släktet tvillinghirser, och familjen gräs. Inga underarter finns listade i Catalogue of Life.